# ذبیح‌آباد (علی‌آباد)
ذبیح‌آباد (علی‌آباد)، روستایی از توابع بخش کمالان شهرستان علی‌آباد در استان گلستان ایران است.

## جمعیت
این روستا در دهستان شیرنگ قرار دارد و براساس سرشماری مرکز آمار ایران در سال ۱۳۸۵، جمعیت آن ۱۶۳ نفر (۳۹خانوار) بوده‌است.